# تاریخ یهودیان در پالائو
تاریخ یهودیان در پالائو یک تاریخ نسبتاً اخیر است که با ورود زوج اسرائیلی تووا و ناوت بورنفسکی و فرزندان آنها آغاز شده‌است، که در سال ۱۹۹۳ برای فعالیت در مرکز غواصی «فیش 'ان فینز» و رستوران «باراکودا» به پالائو نقل مکان کردند. رستوران این خانواده گسترش پیدا کرد و دو فرزند را که اولین کودکان ثبت شده یهودی متولد شده در پالائو بودند، زاده شدند. هر دو کودک نام میانی بومی پالائویی دارند.
برجسته‌ترین شهروند یهودی استوارت بک، یک وکیل یهودی-آمریکایی بود که به مذاکره در مورد قرارداد انجمن آزاد کمک کرد و پالائو را به عنوان یک کشور مستقل در ۱۹۹۴ تأسیس کرد، او دارای تابعیت افتخاری است و اولین نماینده دائمی پالائو در سازمان ملل در سال ۲۰۰۳ لری میلر دادرس دستیار دادگاه عالی پالائو بود.